# Valdecuenca
Valdecuenca es una localidad y municipio de España, en la provincia de Teruel, comunidad autónoma de Aragón, de la comarca Sierra de Albarracín. Tiene un área de 18,72 km² con una población de 46 habitantes (INE 2016) y una densidad de 1,82 hab/km².

## Historia
El 21 de junio de 1257, por privilegio del rey Jaime I dado en Teruel, este lugar pasa a formar parte de Sesma de Jabaloyas en la Comunidad de Santa María de Albarracín, que dependían directamente del rey, perdurando este régimen administrativo siendo la única que ha permanecido viva tras la aplicación del Decreto de Disolución de las mismas, en 1837, teniendo su sede actual en Tramacastilla.

## Demografía
Valdecuenca cuenta con una población de 28 habitantes (INE 2024).
| Gráfica de evolución demográfica de Valdecuenca entre 1842 y 2021                                                   |
| |
| Población de derecho según los censos de población del INE Población de hecho según los censos de población del INE |

## Administración y política
| Período   | Alcalde                    | Partido |  |
| --------- | -------------------------- | ------- |  |
| 1979-1983 | Victoriano Marco Benedicto | PSOE    |  |
| 1983-1987 | Victoriano Marco Benedicto | PSOE    |  |
| 1987-1991 | Arturo Marco Benedicto     | PSOE    |  |
| 1991-1995 | Arturo Marco Benedicto     | PSOE    |  |
| 1995-1999 | Arturo Marco Benedicto     | PAR     |  |
| 1999-2003 | Arturo Marco Benedicto     | PAR     |  |
| 2003-2007 | Arturo Marco Benedicto     | PAR     |  |
| 2007-2011 | Arturo Marco Benedicto     | PAR     |  |
| 2011-2015 | Arturo Marco Benedicto     | PAR     |  |
| 2015-2019 | José Luis Vidal Fernández  | PP      |  |

| Partido político    | Partido político                                   | 2003   | 2007   | 2011   | 2015   |
| Partido político    | Partido político                                   | Ediles | Ediles | Ediles | Ediles |
|                     | Partido Popular de Aragón (PP)                     | —      | —      | —      | 1      |
|                     | Partido Aragonés (PAR)                             | 1      | 1      | 1      | —      |
|                     | Partido de los Socialistas de Aragón (PSOE-Aragón) | —      | —      | —      | —      |
| Total de concejales | Total de concejales                                | 1      | 1      | 1      | 1      |

## Lugares de interés
- Iglesia parroquial católica de San Nicolás, del siglo XVI.
- Ermitas de San Roque y de la Purísima, del siglo XVII; con fachadas con blasones y relieves simbólicos.
- Pino de las seis garras
- El Regajo, zona de parrillas con espacio de mesas y un amplio parque.
- Merendero, “El Regajo” amplio lugar en el monte, con zona de parrillas, merendero cubierto y al aire libre y parque infantil.